# Irota
Irota é um município da Hungria, situado no condado de Borsod-Abaúj-Zemplén. Tem 12,34 km² de área e sua população em 2015 foi estimada em 80 habitantes.